# Thomas Brands
Pour les articles homonymes, voir Brands.
Tom Brands est un lutteur américain spécialiste de la lutte libre né le 9 avril 1968 à Omaha (Nebraska). Il est le frère jumeau du lutteur Terry Brands.

## Biographie
Lors des Jeux olympiques d'été de 1996, il remporte le titre olympique en combattant dans la catégorie des -62 kg. Il est sacré champion du monde en 1993.